# رنگ‌های درون
رنگ‌های درون (ژاپنی: きみの色 هپبورن: Kimi no Iro, رنگ تو) یک انیمهٔ بلند ژاپنی به کارگردانی نائوکو یامادا و تهیه‌کنندگی استودیو ساینس سارو است که نخستین بار در اوت ۲۰۲۴ در تئاترهای ژاپن به نمایش درآمد.

## خلاصه داستان
توتسوکو، دانش‌آموز دبیرستانی، این توانایی را دارد که مردم را به صورت رنگ ببیند. رنگ‌های شادی، هیجان و آرامش و البته رنگی را که بیشتر از همه دوست دارد، مربوط به همکلاسی‌اش کیمی است. توتسوکو پس از دنبال کردن کیمی تا یک کتاب‌فروشی، به‌طور تصادفی اشاره می‌کند که می‌تواند پیانو بزند. این منجر به پیوستن او به گروهی سه نفره می‌شود که متشکل از خودش، کیمی نوازندهٔ گیتار و پسری می‌شود که تجهیزات موسیقی جمع می‌کند و ترمین می‌نوازد، است. به زودی دوستی این سه‌نفر در حین ساختن موسیقی و مواجهه با مشکلات زندگی شخصی‌شان، شکل می‌گیرد و عمیق‌تر می‌شود.

## بازخورد

### نقدها
در وبگاه جمع‌آوری نقد راتن تومیتوز، ٪۹۳ از ۴۵ بررسی منتقدان مثبت است و میانگینِ امتیاز آن ۷٫۶/۱۰ است. اجماع این وبگاه چنین می‌نویسد: «رنگ‌های درون که هم رنگ‌ها و هم صداهای پرشوری دارد، گروهی را گرد هم می‌آورد تا از ارتباط انسانی تجلیلی زیبا به عمل آورد.» این فیلم در متاکریتیک که از میانگین وزنی استفاده می‌کند، بر اساس نظر ۱۷ منتقدین امتیاز ۷۶ از ۱۰۰ را کسب کرده که نشان‌گر «نقدهای عموماً مطلوب» است.

### جوایز
این فیلم برنده جایزه جام طلایی بهترین فیلم انیمیشن در جشنوارهٔ بین‌المللی فیلم شانگهای ۲۰۲۴ شد. این فیلم با خاطرات یک حلزون برای جایزهٔ تماشاگران در هفتمین جشنوارهٔ فیلم ایز انیمیشن برابری کرد. همچنین در سال ۲۰۲۵ نامزد دریافت جایزهٔ بهترین فیلم سال در نهمین دورهٔ جوایز انیمه کرانچی‌رول شد.